# خوسيه لويس مينا باريتو
خوسيه لويس مينا باريتو (بالبرتغالية: José Luís Mena Barreto‏) هو عسكري برازيلي، ولد في 24 أكتوبر 1817 في ريو غراندي دو سول في البرازيل، وتوفي في 10 أكتوبر 1879 في إمبراطورية البرازيل.